# Манзур Гуссейн Атіф
Манзур Гуссейн Атіф (4 листопада 1928 — 8 грудня 2008) — пакистанський хокеїст на траві.
Олімпійський чемпіон 1960 року, срібний призер 1956, 1964 років, учасник 1952 року.
Переможець Азійських ігор 1958 та 1962 років.